# Ocean Princess
L’ Ocean Princess (anciennement le R-four de Renaissance Cruises) est un navire de croisière appartenant à la société Princess Cruises.
Ce navire, de classe R, a été construit en France aux Chantiers de l'Atlantique. Il a initialement été construit pour Renaissance Cruises, en 1999 avant d'être acheté par Princess Cruises en 2004 à la suite d'un bail de deux ans obtenu après la faillite de Renaissance Cruises en 2002.
Devenu le Tahitian Princess, il a été acheté avec son sister-ship l'ancien R-three, le Pacific Princess.
Ce navire fut rebaptisé en novembre 2009. Il porte désormais le nom  d’Ocean Princess.